# Il leone d'Irlanda
Il leone d'Irlanda (Lion of Ireland) è un romanzo storico di Morgan Llywelyn pubblicato nel 1980, incentrato sulla figura di Brian Boru.

## Edizioni
- Morgan Llywelyn, Il leone d'Irlanda, traduzione di Patrizia Rognoni, collana Collana di narrativa Nord, Editrice Nord, 1990.
- Morgan Llywelyn, Il leone d'Irlanda, traduzione di Patrizia Rognoni, collana TEAdue, TEA, 2006, ISBN 88-502-1123-6.